# Corbeyrier
Corbeyrier és una ciutat i municipi de Suïssa del cantó de Vaud, al districte d'Aigle.